# La cabeza del dragón
La cabeza del dragón és una obra de teatre infantil en dos actes, dividits en sis quadres, de Ramón María del Valle-Inclán, estrenada el 1910 i publicada el 1914.
El 1926 es va reeditar dins de la trilogia Tablado de marionetas para educación de príncipes.

## Argument
El Príncep Verdemar, amb l'ajuda d'un Follet, es bat i venç al drac que tenia capturada a la Infanta del Rei Micomicón. Custodia la llengua del monstre per donar prova de la seva proesa i aconsegueix per fi el premi desitjat: La mà de la jove. Es pot llegir un article publicat a la Biblioteca Virtural Miguel de Cervantes, referent a historia crítica del teatro español, on descriu amb una visió crítica tot l'argument de forma detallada.

## Representacions destacades com a obra de teatre
En el Teatre de la Comedia de Madrid, en la denominada Empresa del Teatro de los Niños, creada per Jacinto Benavente, el 5 de març de 1910 i interpretada per la companyia de Matilde Moreno. Es va tornar a representar al Teatre María Guerrero de Madrid el 1962, encapçalant el repartiment María José Alfonso, Manuel Andrés, José Caride i Jaime Blanch, dirigits per Ángel F. Montesinos.
A l'arxiu hemeroteca de Radio Televisión Española, hi ha una ressenya d'una representació teatral de l'any 1964, (noticiero No-DO) 
En 1999 Marta Belaustegui va protagonitzar una nova posada en escena al costat d'Emilio Lorente i Miguel de l'Amo.
Cal esmentar que aquesta obra de teatre ha estat escollida en diverses ocasions per a ser representada per alumnes de primària i secundària de moltes escoles d'arreu d'Espanya (servicios.educam.es Arxivat 2014-12-21 a Wayback Machine., fent una ullada pel Youtube, s'hi poden veure diversos videos) 

## L'obra convertida en òpera - Ricard Lamote de Grignon

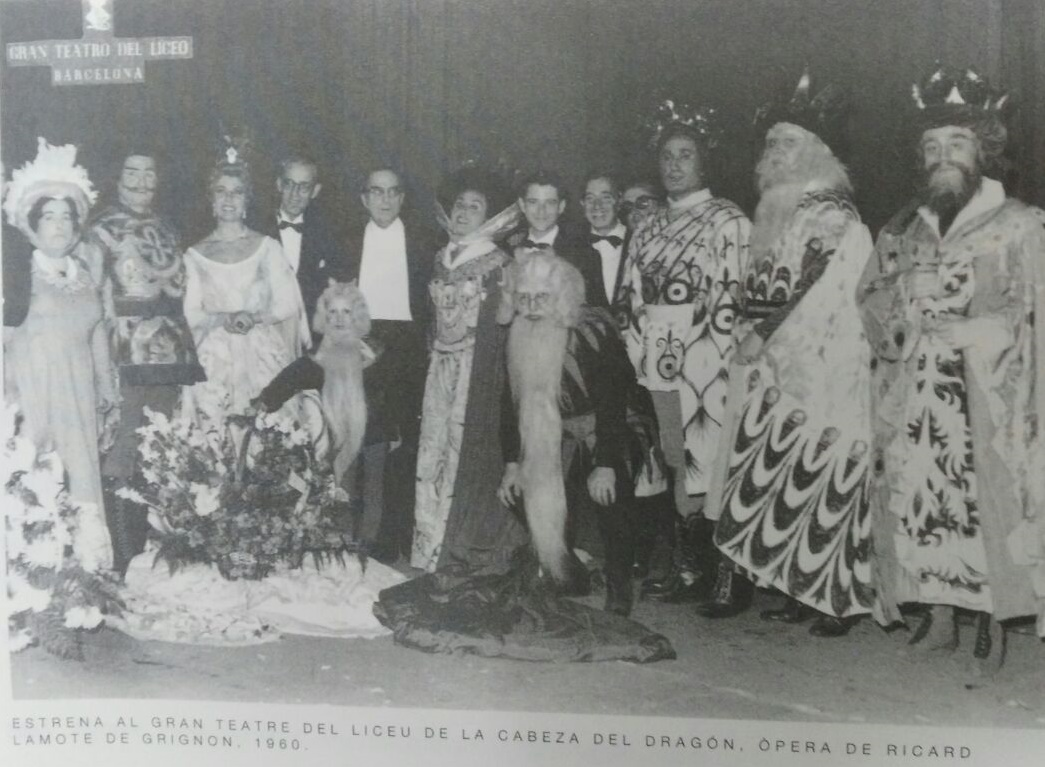
fotografia de l'estrena de "La cabeza del dragón" com a òpera al Gran teatre del Liceu, amb música de Ricard Lamote de Grignon.

L'any 1947, Ricard Lamote de Grignon va posar música a l'obra de teatre de Valle-Inclán, convertint-la en una Òpera en tres actes i sis quadres, però va haver d'esperar fins a l'any 1960 a poder estrenar-la; l'estrena es va fer al Gran Teatre del Liceu de Barcelona. en tres úniques representacions.
En el llibre que es va editar amb motiu del centenari de Ricard Lamote de Grignon, fa referència a aquesta estrena, i en la seva pàgina 22 diu textualment: "Una altra aspiració de Ricard era estrenar la seva òpera La cabeza del dragón, enllestida des de la immediata postguerra i que esperava la seva oportunitat. Aquesta va arribar de la mà de l'empresari del Liceu, el senyor Joan Antoni Pàmias, que va programar l'obra dins la temporada operística de 1960-1961, just al començament del cicle, el 17 de novembre de 1960."; continua dient que cal destacar la participació en l'estrena d'aquesta òpera, de dos tenors catalans que després esdevingueren remarcables: el tenor Bernabé Martínez (que després es va fer dir Bernabé Martí, i acabaria essent l'espòs de Montserrat Caballé), i el debut del que seria prou conegut tenor català Joan Lloveras.
Cal destacar també un fet històric que va anar lligat amb l'estrena d'aquesta òpera: va ser la primera òpera que es va retransmetre per televisió en directe a tot Espanya, i tal com assenyala el llibre abans esmentat, en la mateixa pàgina, diu: "i al mateix Liceu, es van rebre telegrames de felicitació".
El desembre de 2011, el baríton Miguel Rivas, la soprano Julia Cea i el pianista Borja Mariño van interpretar de la música de l'òpera de Ricard Lamote de Grignon, el duet del Rei Micomicón e Infantina, en el marc de les jornades d'homenatge a Valle Inclán celebrades en el Pazo de Mariñán (per el que sembla, és l'únic enregistrament accessible on es pot escoltar part de la música d'aquesta òpera de Lamote de Grignon). La partitura de la música d'aquesta òpera es pot consultar a la Biblioteca Nacional de Catalunya, on disposen de tot el fons musical Lamote de Grignon.